# صامويل زاوبر
صامويل زاوبر (بالرومانية: Samuel Zauber)‏ (1 يناير 1901 – 10 يونيو 1986) لاعب كرة قدم روماني كان يجيد اللعب مركز حارس مرمى .

## السيرة الذاتية

### الأندية
لعب زاوبر طوال مسيرته الرياضية في نادي واحد وهو ماكابي بوخارست .

### المنتخب
شارك زاوبر مع منتخب رومانيا في بطولة كأس العالم لكرة القدم 1930 التي أقيمت في الأوروغواي ولكنه بقي احتياطيا . ولكن بعدها مثل منتخب بلاده في بطولة كأس البلقان.

## روابط خارجية
- صامويل زاوبر على موقع الاتحاد الدولي (مؤرشف)  (الإنجليزية)
- صامويل زاوبر على موقع قاعدة بيانات كرة القدم.إي يو (الإنجليزية)
- صامويل زاوبر على موقع ناشيونال فوتبول تيمز (الإنجليزية)
- صامويل زاوبر على موقع Soccerway.com (الإنجليزية)
- صامويل زاوبر على موقع عالم كرة القدم.نت (الإنجليزية)